# Devil May Cry 3: Dante’s Awakening
Devil May Cry 3: Dante’s Awakening (яп. デビルメイクライ3 Дэбиру Мэй Курай Сури:) — компьютерная игра в жанре слэшер, разработанная Capcom Production Studio 1 и выпущенная Capcom в 2005 году для PlayStation 2. В 2006 году вышел порт игры для Microsoft Windows. Игра является приквелом к оригинальному Devil May Cry, а также первой игрой в хронологическом порядке серии. Ещё до выпуска, Devil May Cry 3 была сильно раскритикована за свой высокий уровень сложности, но также снискала себе славу за нововведения и возврат классического «хардкорного» геймплея Devil May Cry.

## Игровой процесс
Основной задачей игрока является продвижение по уровням, с одновременным уничтожением противников и собиранием бонусов, а также разгадыванием головоломок. В конце почти каждого уровня есть босс, за уничтожение которого игрок получает или новую способность, или новое оружие. Однако в игре есть некоторые нововведения по сравнению с прошлыми частями.
Есть два варианта игры: Жёлтый и Золотой. В первом случае, если игрок потерпит поражение, то сможет начать с последней контрольной точки, потратив жёлтый шар. Во втором — продолжить игру с последней контрольной точки, ничего не тратя. Или использовать золотой шар и продолжить с места гибели.
В игре есть 6 уровней сложности. «Normal» доступен с самого начала. «Easy» открывается, если проиграть 3 раза. В этом режиме демоны и боссы намного слабее, а также есть «Авто-режим», в котором игрок может просто нажимать клавишу удара, а персонаж будет сам делать все комбо. «Hard» открывается после прохождения «Normal». После прохождения «Hard» открывается «Very Hard». Также в игре присутствуют два дополнительных уровня сложности: «Dante Must Die» (рус. Данте должен умереть) и «Heaven or Hell» (рус. Небеса или Преисподня). «Dante Must Die» примечателен тем, что у всех демонов имеется Devil Trigger, а на уровне «Heaven or Hell» и враги, и боссы умирают от одного удара, однако Данте также умрёт после единственной атаки.
После прохождения игры на любом уровне сложности откроется режим «Bloody Palace». Это своеобразный аналог арены. В этом режиме 9999 уровней. При попадании на один из уровней появляются противники. При убийстве всех противников появляются три портала: портал воды, который переносит на 1 уровень вперёд, и на уровне будет находиться зелёный шар; портал электричества, переносящий на 10 уровней вперёд и дающий белый шар в середине арены; и портал огня, переносящий на 100 уровней вперёд без бонусов. Через каждые 10 телепортаций появляется босс, а после 9000 уровня у противников появляется Devil Trigger, как на уровне сложности «Dante Must Die».
После седьмой миссии, Данте получает собственный Devil Trigger — способность превращаться в демона на ограниченное время (пока не закончатся шары под полоской здоровья). В режиме демона игрок двигается и атакует быстрее, а также регенерирует и не оглушается, если попадает под удар слабых демонов. Шары восстанавливаются во время схваток или особым предметом. Некоторые приёмы требуют, чтобы было активировано дьявольское обличье.

Данте использует стиль «Мастер меча» для того, чтобы кинуть меч

Нововведением в серии стали боевые стили, один из которых игрок может выбрать в начале уровня, а также на контрольных точках. Всего есть шесть стилей — четыре основных, доступных с начала игры и два, которые Данте обретёт по мере прохождения. Основные стили имеют по 3 уровня каждый, они улучшаются с накоплением опыта при убийстве различных врагов, каждый уровень открывает новые приёмы для каждого стиля. Основные стили это: «Трюкач» (англ. Trickster), который позволяет Данте совершать акробатические трюки и уклоняться от атак, «Мастер Меча» (англ. SwordMaster) — добавляет новые приёмы для оружия ближнего боя, «Стрелок» (англ. Gunslinger) же добавляет новые приёмы для огнестрельного оружия, а «Защитник» (англ. RoyalGuard) позволяет блокировать атаки врагов и контратаковать. Приобретённые по мере прохождения стили расходуют счётчик адского обличья при использовании: «Ртуть» (англ. Quicksilver) позволяет замедлять время, а при использовании стиля «Двойник» (англ. Doppelganger) — Данте превращается в демона и призывает двойника, который повторяет его действия. В специальном издании игры предоставляется возможность играть за брата Данте — Вергилия, у него также имеется свой собственный стиль «Тёмный убийца» (англ. Dark Slayer) аналогичный стилю «Трюкач», только является более агрессивным в игре.

## Сюжет
Игра начинается с пока ещё неназванного магазинчика Данте. К нему приходит некто по имени Аркхам. Он передаёт Данте «приглашение» от Вергилия, брата-близнеца Данте, в виде атаки рядовых демонов. В это время из-под земли возникает огромная башня — Темен-ни-гру, на вершине которой стоит Вергилий, и Данте считает это вызовом. Данте отправляется на вершину башни и убивает по пути множество различных демонов, а из душ сильнейших существ он получает оружие, пропитанное их магической силой. Вместе с ним в башню прибыла Леди — охотник на демонов и дочь Аркхама, которая хочет отомстить отцу за убийство матери. Аркхам работает с Вергилием, чтобы открыть врата в мир демонов с помощью башни, которая является проводником между двумя мирами, но для этого нужны две половинки амулета, подаренные близнецам их матерью.
После нескольких стычек с существом, называющим себя Шут (англ. Jester), Данте поднимается на вершину башни и встречается со своим братом в поединке. Вергилий побеждает брата, забирает его половину амулета и уходит. В Данте пробуждается сила дьявола, и он отправляется в погоню. Вергилий пытается активировать башню, но у него ничего не получается, и тут приходит Данте. Они снова вступают в схватку и режут друг друга, разбрызгивая кровь повсюду. Леди вмешивается в их бой, а потом приходит и таинственный Шут. Шут раскрывает своё истинное лицо — на самом деле он Аркхам, который всё это время манипулировал ими всеми, чтобы активировать башню в своих собственных целях. Он планирует забрать Грань Силы, меч Спарды, который сохранил часть силы великого демона и использовать его, дабы править кишащей демонами Землёй.
Данте снова вынужден подниматься на вершину башни с самого низа. Леди хочет лично отомстить отцу и поэтому пытается остановить Данте, но она ничего не может ему сделать, и поэтому решает довериться ему и отдать своё самое главное оружие — гранатомёт «Калина Энн». Добравшись до вершины башни, Данте проходит в мир демонов. Найдя Аркхама, который перевоплотился в облик Спарды, он собирается вступить с ним в бой, но тело Аркхама не выдерживает всей мощи отца близнецов, и трансформируется в шарообразное существо, после чего нападает на Данте. Во время боя Вергилий присоединяется к брату, чтобы уничтожить их общего врага. Вместе близнецы побеждают Аркхама и отправляют его назад на Землю, где его убивает Леди. В это время в мире демонов братья снова вступают в схватку за Грань Силы и части амулета. Вергилий на этот раз терпит поражение и решает остаться в мире демонов, он падает вниз в темноту со своей частью амулета. Данте пытается его удержать, но Вергилий взмахом своего меча Ямато разрезает на нём перчатку и ранит в руку, после чего Данте забрал меч своего отца.
Данте возвращается в мир людей и выходит из Темен-ни-гру, где встречает Леди. Они заключают партнёрство в охоте на демонов и Данте наконец выбирает имя для своего предприятия — «Devil May Cry». Сцена-эпилог показывает Вергилия в мире демонов, который будучи ослабленным после поражения в битве с братом вступает в схватку с Мундусом, королём демонов и старым врагом своего отца.

## Саундтрек
Оригинальный саундтрек Devil May Cry 3 был выпущен 31 марта 2005 года, вскоре после выпуска самой игры на PlayStation 2. Текст для песен был написан Шоном Макферсоном, он также является основным вокалистом данного альбома.
| №                   | Название                                                                | Длительность |
| ------------------- | ----------------------------------------------------------------------- | ------------ |
| 1.                  | «Prologue»                                                              | 1:48         |
| 2.                  | «Opening»                                                               | 1:24         |
| 3.                  | «Dante's Office 7 Hells Battle»                                         | 2:11         |
| 4.                  | «M-1 End (To Vergil!)»                                                  | 0:37         |
| 5.                  | «Mission Start»                                                         | 2:42         |
| 6.                  | «M-2 Start (Dante's Office 7 Hells Appearance)»                         | 0:25         |
| 7.                  | «Taste The Blood - Battle-1 (Battle Music 1)»                           | 3:57         |
| 8.                  | «M-2 End (Tower (Temen-Ni-Gru) Appearance)»                             | 0:22         |
| 9.                  | «Mission Clear»                                                         | 1:20         |
| 10.                 | «M-3 Start (Vergil and Arkham Seen at the Top of the Tower)»            | 1:35         |
| 11.                 | «Stage Music 1 (Mission 3 Stage)»                                       | 2:50         |
| 12.                 | «Cerberus Appearance»                                                   | 0:31         |
| 13.                 | «Suffer - Cerberus Battle»                                              | 4:02         |
| 14.                 | «Continue»                                                              | 1:19         |
| 15.                 | «Cerberus Defeated ~ Three-Rod Ice Weapon Cerberus»                     | 0:20         |
| 16.                 | «M-3 End (Lady's Appearance)»                                           | 0:56         |
| 17.                 | «M-4 Start (Arkham Faces Lady's Rejection)»                             | 0:53         |
| 18.                 | «Stage Music 2 (Temen-Ni-Gru 1F ~ 2F)»                                  | 2:52         |
| 19.                 | «Enigma Appearance - Battle»                                            | 0:42         |
| 20.                 | «Gigapede Appearance»                                                   | 0:13         |
| 21.                 | «Gigapede Battle»                                                       | 2:47         |
| 22.                 | «M-4 End (Jester's Appearance)»                                         | 1:11         |
| 23.                 | «M-5 Start (Blood-Goyle Appearance ~ Battle)»                           | 1:13         |
| 24.                 | «Agni & Rudra Appearance»                                               | 0:18         |
| 25.                 | «Agni & Rudra Battle»                                                   | 3:46         |
| 26.                 | «M-5 End (Agni & Rudra Defeated - Flame & Tornado Blades Agni & Rudra)» | 0:22         |
| 27.                 | «M-6 Start (Lady v.s7 Hells)»                                           | 1:34         |
| 28.                 | «Stage Music 3 (Inside Temen-Ni-Gru Upper Levels)»                      | 1:58         |
| 29.                 | «M-6 End (Lady Falls)»                                                  | 0:57         |
| 30.                 | «M-7 Start (Catch Lady)»                                                | 0:33         |
| 31.                 | «Vergil Appearance»                                                     | 1:11         |
| 32.                 | «Vergil Battle 1»                                                       | 2:37         |
| 33.                 | «M-7 End (Demon Awakening)»                                             | 3:21         |
| 34.                 | «Devils Never Cry - M-8 Start (Temen-Ni-Gru Dive)»                      | 2:25         |
| 35.                 | «Stage Music 4 (Within Leviathan)»                                      | 2:43         |
| 36.                 | «Gigapede Appearance Inside Leviathan»                                  | 1:43         |
| 37.                 | «Heart of Leviathan»                                                    | 3:04         |
| 38.                 | «M-8 End (Suspicious Behavior)»                                         | 1:12         |
| Общая длительность: | Общая длительность:                                                     | 63:54        |

| №                   | Название                                                   | Длительность |
| ------------------- | ---------------------------------------------------------- | ------------ |
| 1.                  | «M-9 Start (Leviathan Falls)»                              | 1:46         |
| 2.                  | «Stage Music 5 (Subterranean Lake)»                        | 2:27         |
| 3.                  | «Nevan Appearance»                                         | 0:49         |
| 4.                  | «Nevan Battle»                                             | 3:28         |
| 5.                  | «Nevan Defeated - Thunder Blade Nevan»                     | 0:47         |
| 6.                  | «M-9 End (Lady Surrounded by the 7 Hells)»                 | 0:36         |
| 7.                  | «M-10 Start (Betrayal)»                                    | 2:07         |
| 8.                  | «Eternal Mechanism Set (Dante Lifting)»                    | 0:22         |
| 9.                  | «M-10 End (Lady's Past)»                                   | 2:00         |
| 10.                 | «M-11 Start (Arkham's Death)»                              | 2:31         |
| 11.                 | «Stage Music 6 (Gears Room - Underground Arena)»           | 2:13         |
| 12.                 | «Beowulf Appearance»                                       | 0:38         |
| 13.                 | «Suffer - Beowulf Battle»                                  | 2:58         |
| 14.                 | «Beowulf Defeated»                                         | 0:37         |
| 15.                 | «M-11 End (Vanished Arkham)»                               | 0:11         |
| 16.                 | «M-12 Start (Jester Reveals the Mystery of Temen-Ni-Gru)»  | 1:10         |
| 17.                 | «Geryon Appearance»                                        | 0:24         |
| 18.                 | «Geryon Battle 1»                                          | 3:39         |
| 19.                 | «Bridge Lowered ~ Geryon Battle 2»                         | 0:48         |
| 20.                 | «Geryon Defeated ~ Get Quicksilver Style!»                 | 0:25         |
| 21.                 | «M-12 End (Vergil Defeats Beowulf)»                        | 0:49         |
| 22.                 | «M-13 Start (Ritual)»                                      | 0:41         |
| 23.                 | «Reunion»                                                  | 0:48         |
| 24.                 | «Vergil Battle 2»                                          | 5:30         |
| 25.                 | «M-13 End (Conspiracy)»                                    | 2:48         |
| 26.                 | «M-14 Start (Arkham Standing at the Top of Temen-Ni-Gru)»  | 1:16         |
| 27.                 | «The Two Who Chase Arkham»                                 | 1:04         |
| 28.                 | «Mission Start 2 (Mission Start 2)»                        | 2:40         |
| 29.                 | «Stage Music 7 (Temen-Ni-Gru After the Ritual)»            | 4:02         |
| 30.                 | «Divine Hate - Battle-2 (Battle Music 2)»                  | 3:05         |
| 31.                 | «M-14 End (Bike Action)»                                   | 1:17         |
| 32.                 | «The Fallen Appearance - Battle»                           | 0:32         |
| 33.                 | «Divinity Statue»                                          | 3:50         |
| 34.                 | «M-15 End (Arkham Goes to the Demon World)»                | 2:04         |
| 35.                 | «M-16 Start (The Path to the Demon World)»                 | 0:16         |
| 36.                 | «Stage Music 8 (Temen-Ni-Gru United With the Demon World)» | 2:08         |
| 37.                 | «Confrontation With Lady»                                  | 0:53         |
| 38.                 | «Lady Battle»                                              | 4:00         |
| 39.                 | «M-16 End (Confiding Lady)»                                | 1:59         |
| Общая длительность: | Общая длительность:                                        | 69:38        |

| №                   | Название                                                | Длительность |
| ------------------- | ------------------------------------------------------- | ------------ |
| 1.                  | «M-17 Start (Arkham Pulls Out Demon Sword Sparda)»      | 1:20         |
| 2.                  | «Doppelganger Appearance»                               | 0:46         |
| 3.                  | «Doppelganger Battle»                                   | 2:00         |
| 4.                  | «Get Doppelganger Style!»                               | 0:20         |
| 5.                  | «Stage Music 9 (Demon World)»                           | 4:56         |
| 6.                  | «Damned Chess Battle»                                   | 3:36         |
| 7.                  | «M-18 End (Arkham's Awakening)»                         | 0:54         |
| 8.                  | «Stage Music 10 (Neverending Void of Hades)»            | 2:29         |
| 9.                  | «Arkham Running Amok»                                   | 1:26         |
| 10.                 | «Arkham Battle»                                         | 3:07         |
| 11.                 | «Intrusion»                                             | 0:34         |
| 12.                 | «Arkham Battle 2»                                       | 4:46         |
| 13.                 | «M-19 End (Jackpot!)»                                   | 1:23         |
| 14.                 | «M-20 Start (Father-Daughter Conclusion)»               | 2:58         |
| 15.                 | «Sibling Showdown»                                      | 0:58         |
| 16.                 | «Vergil Battle 3»                                       | 6:52         |
| 17.                 | «M-20 End (Conclusion)»                                 | 2:27         |
| 18.                 | «Devils Never Cry - Devils Never Cry (Staff Roll)»      | 5:19         |
| 19.                 | «Epilogue»                                              | 1:10         |
| 20.                 | «Vergil Afterwards»                                     | 0:53         |
| 21.                 | «Total Result»                                          | 2:48         |
| 22.                 | «Game Over»                                             | 0:14         |
| 23.                 | «Super Play (Super Play Movie) (bonus track)»           | 1:24         |
| 24.                 | «Loop Demo Movie (bonus track)»                         | 3:34         |
| 25.                 | «Devils Never Cry - Motion Capture Movie (bonus track)» | 3:22         |
| 26.                 | «Video Continuity (bonus track)»                        | 3:05         |
| 27.                 | «Promotion Movie (bonus track)»                         | 1:05         |
| Общая длительность: | Общая длительность:                                     | 63:46        |

## Версии и переиздания игры

### Devil May Cry 2D/3D
Devil May Cry 2D/3D — это мобильная 3D-игра, основанная на Devil May Cry 3. Игра содержит более 36 миссий, улучшаемое оружие и способности, а также персонажей и врагов из Devil May Cry 3. Существует две версии этой игры: одна с 2D-графикой, а другая с 3D-графикой для телефонов Sony Ericsson.

### Special Edition
На выставке Tokyo Game Show 2005 компания Capcom анонсировала Devil May Cry 3 Special Edition, версию игры с изменениями в геймплее и дополнительным контентом. Среди изменений и дополнений, главным оказалась возможность игры за Вергилия после прохождения игры за Данте на любой сложности. Игра вышла 24 января 2006 года под лейблом Greatest Hits для PlayStation 2. Позже было подтверждено, что эта версия также будет выпущена в Европе. Devil May Cry 3 Special Edition разошлась тиражом 1 млн экземпляров.

### ПК-версия
1 февраля 2006 года компания Ubisoft объявила о выпуске ПК-версии Special Edition. Этот порт был разработан японской компанией Sourcenext. В Европе игра была выпущена 28 июня 2006 года, раньше, чем версия для PlayStation 2 в этом же регионе. Японская версия вышла двумя днями позже, 30 июня 2006 года, а североамериканская — 16 октября 2006 года.
В России и странах СНГ игра вышла 18 января 2007 года. Её локализатором и дистрибьютором выступила компания «Новый Диск», выпустив игру с оригинальным английским озвучением и русскими интерфейсом и субтитрами.

### HD Collection
Вместе с первой и второй частями, Devil May Cry 3 Special Edition была переиздана в составе сборника Devil May Cry HD Collection для PlayStation 3 и Xbox 360 3 апреля 2012 года. 13 марта 2018 года сборник был перевыпущен на ПК под управлением Windows, PlayStation 4 и Xbox One. Переиздание работает в соотношении экрана 16:9 и в разрешении 1080p. В обоих случаях, сборник на территории России и стран СНГ распространяла компания «СофтКлаб»; локализации подверглась только документация, сами игры остались на английском.

### Версия для Nintendo Switch
В 2020 году компания Capcom выпустила игру для консоли Nintendo Switch. Это издание основано на версии из HD Collection и содержит дополнительные возможности, например возможность Данте переключаться между всеми видами оружия и боевыми стилями прямо во время игры, как в Devil May Cry 4 и Devil May Cry 5, а также добавлена возможность локального кооператива в режиме «Кровавый дворец» за Данте и Вергилия. Мэтт Уокер, продюсер Capcom, помогал разработчикам этой версии, предлагая новые идеи, которые могли бы в неё вписаться.

## Критика и отзывы
| Сводный рейтинг    | Сводный рейтинг | Сводный рейтинг |
| Издание            | Оценка          | Оценка          |
| Издание            | PC              | PS2             |
| ------------------ | --------------- | --------------- |
| GameRankings       | 70,87 %         | 84,11 %         |
| Metacritic         | 66/100          | 84/100          |
| Иноязычные издания |                 |                 |
| Издание            | Оценка          | Оценка          |
| Издание            | PC              | PS2             |
| 1UP.com            | N/A             | 9/10            |
| Eurogamer          | N/A             | 8/10            |
| Game Informer      | N/A             | 9/10            |
| GamePro            | N/A             | [ 38 ]          |
| GameSpot           | N/A             | 8,6/10          |
| GameSpy            | N/A             | [ 3 ]           |
| GameTrailers       | N/A             | 9/10            |
| GameZone           | N/A             | 9/10            |
| IGN                | N/A             | 9,6/10          |
| GameDaily          | N/A             | 9/10            |
| Gaming Target      | N/A             | 9,1/10          |
| JIVE Magazine      | N/A             | [ 32 ]          |
| Play               | N/A             | 92 %            |
| PlayPSM            | N/A             | 9,5/10          |

| Сводный рейтинг | Сводный рейтинг |
| Агрегатор       | Оценка          |
| --------------- | --------------- |
| GameRankings    | 88,00 %         |

### Отзывы
Игра получила восторженные отзывы как от критиков, так и игроков.
ПК-версия игры, однако, подверглась более жёсткой критике за её плохую оптимизацию и управление, отсутствие настроек графики, а также отсутствия возможности сохранения при выходе из игры.

### Продажи
Devil May Cry 3 получила коммерческий успех в Японии став восьмой игрой из самых продающихся на первой неделе после выхода. В мировом прокате было продано более 1 300 000 копий игры, компания «Capcom» присвоила игре «платиновый статус»
.